# Comuna de Lubanie
Lubanie (polaco: Gmina Lubanie) é uma gminy (comuna) na Polónia, na voivodia de Cujávia-Pomerânia e no condado de Włocławski. A sede do condado é a cidade de Lubanie.
De acordo com os censos de 2004, a comuna tem 4692 habitantes, com uma densidade 67,7 hab/km².

## Área
Estende-se por uma área de 69,3 km², incluindo:
- área agricola: 72%
- área florestal: 21%

## Demografia
Dados de 30 de Junho 2004:
|                      | Total   | Total | Mulheres | Mulheres | Homens  | Homens |
| -------------------- | ------- | ----- | -------- | -------- | ------- | ------ |
|                      | pessoas | %     | pessoas  | %        | pessoas | %      |
| População            | 4692    | 100   | 2341     | 49,9     | 2351    | 50,1   |
| Densidade (pop./km²) | 67,7    | 100   | 33,8     | 33,8     | 33,9    | 33,9   |

De acordo com dados de 2002, o rendimento médio per capita ascendia a 1993,8 zł.

## Comunas vizinhas
- Bądkowo, Bobrowniki, Brześć Kujawski, Waganiec, Włocławek